# 川井雅弘
川井 雅弘（かわい まさひろ、1994年10月27日 - ）は、日本の歌手、モデル、俳優、、タレント。神奈川県出身。エルアンドエル・ビクターエンタテインメント所属。Candy Boyの元メンバー。

## 来歴
2015年8月から2020年7月までテレビ朝日系全国放送『Break Out』発のエンターテイメント集団「Candy Boy」でリードボーカルを務める。テレビ朝日系『BREAK OUT』およびAbema TV『Abema Wave SATURDAY NIGHT』にレギュラー出演。
2018年『アイ★チュウ ザ・ステージ～Stairway to Étoile 2018～』にて初主演を務める。
2020年7月15日をもってCandy Boyの活動を終了し、11月にエルアンドエル・ビクターエンタテインメント所属。

## 人物
Candy Boy時代のイメージカラーはアプリコットオレンジ。
アニメオタクで、趣味は、アニメ鑑賞、旅行、筋トレ、楽器演奏（ピアノ・ギター・ドラム）、バイク(普通自動二輪免許)。特技は、硬式テニス（11年）、ボーイスカウト（7年）、歌。資格取得は、チーズソムリエ（2019年）、実用英語技能検定準2級。

## 出演

### テレビ番組
- Break Out（2014年 - 、テレビ朝日） - Candy Boy
- 美女たちの日曜日（2015年4月 - 5月、テレビ朝日） - 美女にちボーイズ
- マチコミ（2018年11月5日、テレビ埼玉） - ゲスト出演
- 夜な夜なバチェラー飯（2018年12月9日、テレビ神奈川） - ゲスト出演
- 猫のひたいほどワイド（2018年8月29日・2019年1月23日、テレビ神奈川） - ゲスト出演
- 関内デビル（2019年2月5日、テレビ神奈川） - ゲスト出演
- My Routine～太陽と星空の時間～（2022年11月29日、フジテレビ）- 川井雅弘のルーティーン紹介

### ウェブ番組
- Abema Wave（2016年4月 - 2017年6月、AbemaTV） - バーテンダー 役
- ツキプロ48時間生配信『ツキプロ48時間アオハルTV』（2022年11月6日)
- ツキプロ48時間生配信「ツキプロ48時間マジカルTV」(2023年11月3日)

### CM
- カーセブン（2016年） - バーテンダー 役
- しゃぶしゃぶ温野菜 CM動画「WEBスペシャルver.」（2017年）
- キンライサー 沸いてないよー篇（2017年）
- auピタットプラン「ピタットしよう！」#2（2018年）
- PASCO超熟イングリッシュマフィン「食べる音までおいしい」篇（2020年）[7]
- コーセー米肌「米肌男子」14日間スキンケアプログラム（2022年）[8]
- 宝くじ社会貢献 2024 「アンセム」篇 被災地支援(2024年)[9]

### 舞台
- Candy Boy CAFE公演（2015年8月 - 2020年7月）
- 『暁のヨナ』（2016年3月、EXシアター六本木）[10]
- 『アイ★チュウ ザ・ステージ』- 主演・愛童 星夜 役
  - 『アイ★チュウ ザ・ステージ～Stairway to Étoile～』（2017年8月25日 - 27日、サンケイホールブリーゼ / 9月6日 - 10日、サンシャイン劇場）
  - 『アイ★チュウ ザ・ステージ～Stairway to Étoile 2018～』（2018年2月23日 - 3月1日、サンシャイン劇場）[11][12]
  - 『アイ★チュウ ザ・ステージ～Rose Ecarlate～』（2019年4月21日 - 29日、シアター1010 / 5月10日- 12日、 サンケイホールブリーゼ）[13][14]
  - 『アイ★チュウ ザ・ステージ～Rose Ecarlate DEUX～』（2019年10月10日 - 15日、シアター1010）[15]
  - 『アイ★チュウ ザ・ステージ ～Après la pluie～』（2020年10月16日 - 18日、シアター1010 / 10月21日 - 25日、東京建物 Brillia HALL）[16]
  - 『アイ★チュウ ザ・ステージ ～La Cage aux Épines～』（2021年4月15日 - 19日、シアター1010）[17]
  - 『アイ★チュウ ザ・ステージ ～Le Musée Tricolore～』（2022年5月19日 - 23日、シアター1010）[18]
  - 『 舞台「アイ★チュウ」〜La Grande Marche〜』(2024年12月25日-30日、博品館劇場)[19]
  - 『 舞台「アイ★チュウ」〜Persona/Bal masqué〜』(2025年8月20日-24日、ところざわサクラタウン）[20]
- 『大正浪漫探偵譚-六つのマリア像』-（2018年4月18日 - 22日、シアター1010） - 葛西 義巳 役[21]
- Théâtre de Candy Boy『BON BON』（2018年9月27日 - 30日、CBGK シブゲキ!!）- シャルル 役[22]
- 2.5次元ダンスライブ「ALIVESTAGE」Episode 4『WYD』（2021年2月4日 - 14日、ヒューリックホール東京）-若月 日向 役[23]
- 2.5次元ダンスライブ「VAZZROCK STAGE」-大山 直助 役
  - 2.5次元ダンスライブ「VAZZROCK STAGE」Episode 1『0 Carat』」（2021年7月1日 - 11日、CBGKシブゲキ!!）[24]
  - 「LUNATIC LIVE 2021」（2021年9月4日 - 5日、東京ガーデンシアター）（全公演中止）[25]
  - 2.5次元ダンスライブ「VAZZROCK STAGE」Episode 2『ペトリコール・ノスタ ジー』」（2022年2月3日 - 12日、シアター・アルファ東京） ※延期[26]
  - 2.5次元ダンスライブ「VAZZROCK STAGE」Episode 2『ペトリコール・ノスタルジー』」（2022年10月6日 - 16日、ニッショーホール）[27]
  - 2.5次元ダンスライブ「VAZZROCK STAGE」Episode3『僕と君との猫ノート』（2024年3月28日 - 4月7日、CBGKシブゲキ!!）[28]
- Monkey Works
  - Monkey Works Vol.07 『押忍！更級高校応援団！』（2022年7月6日 - 10日、シアター・アルファ東京）- 丸野 茂樹 役  [29]
  - Monkey Works Vol.08 『オレンジノート』（2022年8月24日 - 28 日、六行会ホール）- 主演・ヨンハ 役[30]
- 新感覚恋愛×マーダーミステリー劇『Love Letter for You』（2022年9月5日、EX THEATER ROPPONGI）-伊藤 隆 役
- 『ブルーロック』（2023年5月4日 - 7日、大阪サンケイホールブリーゼ / 5月11日- 17日、池袋サンシャイン劇場）- 鰐間 計助 役 [31]
- 少年Komplex
  - 第四回本公演『URI～雨降ればカッパが笑う～2023』（2023年9月6日 - 10日、せんがわ劇場）- カガノスケ役
  - 『THEATER × GAME』 season7（2024年1月5日 - 7日、せんがわ劇場）※1月5日、7日に出演
  - 第六回本公演『STAR CARNIVAL〜星祭〜』（2024年1月31日 - 2月4日、せんがわ劇場）- ロキオン 役
  - 『THEATER × GAME』 season8（2024年4月27日 - 29日、せんがわ劇場）※4月28日のみ出演
  - 『THEATER × GAME』 season9（2025年5月3日 - 6日、せんがわ劇場）
- 「鳴蒲牢」第二回本公演『我-新説・趙氏孤児-』（2023年11月15日 - 19日、高田馬場ラビネスト） - 趙武 役
- CONTE STAGE 『#階段のウサギ』(2024年2月23日 - 25日、池袋GEKIBA)
- 皇帝ロックホッパー 2nd stage performance『音の光る影』(2024年9月4日 - 8日、上野ストアハウス) -  轟 佑真 役
- Colorpointe主催バレエミュージカル『Giselle in Haunted book store』(2024年11月13日 - 17日、池袋シアターグリーン BIG TREE THEATER) - カルマ 役 [32]
- A.T.M (アトム) -addict the moment 『あなたは探偵です ~呪われた孤島編~ 』（2025年6月6日-8日、シアターシャイン）-島主 役
- イケッチャオ‼︎stage03 『自由すぎる俺らの道標（シグナル）』（2025年7月17日-21日、なかの芸能小劇場）- 主演・松宮 真人 役
- 朗読劇『学園デスパネル2025』（2025年9月5日-7日、座・高円寺2）- リーダー役
- ラッキードッグ1 on Stage（2025年10月17日 - 25日〈予定〉、飛行船シアター） - バクシー・クリステンセン 役[33]

### イベント
- サマンサタバサ・メンズモデルオーディション2013（2013年）[34]
- 『Live!!アイ★チュウ ザ・ステージ〜les quatre saisons〜』（2018年7月16日、国際フォーラム フォーラムC） - 愛童星夜 役[35]
- 『アイ★チュウ ザ・ステージ 1st Fan Meeting』（2018年12月29日、AiiA 2.5 Theater Tokyo） - 愛童星夜 役[36]
- 『Live!!! アイ★チュウ ザ・ステージ～Planète et Fleurs～』（2019年7月27日、調布市グリーンホール） - 愛童星夜 役[37]
- LLV MUSIC LIVE Vol.2～My Favorite Song～（2022年8月5日、南青山MANDALA）
- 『Live!!!! アイ★チュウ ザ・ステージ～Éclat des fleurs～』（2023年2月18日 - 19日、新宿文化センター 大ホール）- 愛童星夜 役 [38]
- 2.5次元ダンスライブ『VAZZROCK STAGE』Episode2「ペトリコール・ノスタルジー」発売記念イベント（2023年7月29日 、都内某所）
- 川井雅弘29th BIRTHDAY PARTY（2023年10月28日、MsmileBOX渋谷）
- KPレジェンドと行く！謹賀新年日帰りバスツアー（2024年1月13日、茨城方面）
- STRIX FES.VOL.3 -共鳴-（2024年5月11日、アニメイトシアター）※ゲストボーカルとして出演
- PERSONA LIVE TOUR 2024 -more ahead-（2024年5月31日、なんばHatch / 2024年6月7日 - 8日、KT Zepp Yokohama / 2024年10月10日、Zepp New Taipei / 2025年4月19日-20日、国家会展中心（上海）虹館EH / 2025年4月23日-24日、北京展覧会劇場）[39]※ペルソナダンサーズとして出演
- 『Live!!!!!アイ★チュウ -Ré alisateur de rêve-』（2024年8月3日、パルテノン多摩）[40] - 愛童星夜 役
- 川井雅弘30th BIRTHDAY PARTY（2024年10月27日、秋葉原ハンドレッド2）
- 2.5次元ダンスライブ『VAZZROCK STAGE』Episode3「僕と君との猫ノート」発売記念イベント（2024年12月8日 、animate hall BLACK（アニメイト池袋本店 9F））
- 舞台「アイ★チュウ」2nd Fan Meeting(2025年3月20日、 一ツ橋ホール) - 愛童星夜 役
- 『LUNATIC FES 2025 ～NOBLE FLOWERS～』（2025年3月26日～30日、日本青年館ホール） -大山直助 役[41]

### その他コンテンツ
- 中野ブロードウェイ50周年記念企画『PRIME☆STAR』（2016年） - 月城大河 役[42]
- 新音楽プロジェクト『BAD TOWN REVERSAL』（2022年 - ） - 大河原水崎役[43]
  - BAD TOWN REVERSAL 00 ～reception   party～（2022年1月26日、浅草花劇場）[44]
  - BAD TOWN REVERSAL 2nd lounge in AnimeJapan2022 （2022年3月27日、東京ビッグサイト）
  - KADOKAWA ARTIST LIVE ON STAGE （2022年5月14日、Zepp DiverCity）
  - BAD TOWN REVERSAL 01 〜BLACK BET〜（2022年7月30日、渋谷WWWX）[43]
  - BAD TONW REVERSAL 1st Single 発売記念 release party（2022年10月23日、池袋アニメイトアネックス）
  - BAD TOWN REVERSAL 3rd lounge in AGF2022（2022年11月5日）[45]
  - 文化放送超A&G＋にてBAD TOWN REVERSALレギュラー番組「THE CATCH」放送開始（2023年4月～9月、毎週木曜18：00～19：00）[46]
  - BAD TOWN REVERSAL 02 ～BLACK ACTION～（2023年10月27日、池袋harevutai）[47]
  - BAD TOWN REVERSAL 4th Lounge in AGF2023（2023年11月4日、池袋サンシャインシティ噴水広場）
  - BAD TOWN REVERSAL 02 ～BLACK ACTION～ -Online Viewing Party-(2024年1月17日、ツイキャス プレミア配信)

## ディスコグラフィ

### キャラクターソング
| 発売日         | タイトル                                      | 歌 | 楽曲                                                 | 備考                     |
| -------------- | --------------------------------------------- | --- | ---------------------------------------------------- | ------------------------ |
| 2017年1月27日  | top of the world                              | PRIME☆STAR7 | 「top of the world」                                 |                          |
| 2017年5月27日  | Summer Jump!!                                 | 月城大河（川井雅弘）、火山嘉乃（小林涼）、高清水雅貴（大原海輝）、柏木玲（小西成弥）、白金陸人（鳥越裕貴）、土谷真人（宮本ゆうや）、日野豊（瀬戸啓太） | 「Summer Jump!!」                                    | 七ヶ月連続リリース第一弾 |
| 2017年11月27日 | PA・PA・PA・PARTY!!                           | PRIME☆STAR7 | 「PA・PA・PA・PARTY!!」                              |                          |
| 2022年9月28日  | BAD TOWN REVERSAL First Show Side Bear Castle | Bear Castle［厳島 鏡（CV：石田流星）、一式和彩（CV：島倉凱隼）、大河原水崎（CV：川井雅弘）］                                                           | 「Theme of B.T.R.」                                  |                          |
| 2022年9月28日  | BAD TOWN REVERSAL First Show Side Bear Castle | Bear Castle［厳島 鏡（CV：石田流星）、一式和彩（CV：島倉凱隼）、大河原水崎（CV：川井雅弘）］                                                           | 「We are BEAR CASTLE」                               |                          |
| 2022年9月28日  | BAD TOWN REVERSAL First Show Side Bear Castle | Bear Castle［厳島 鏡（CV：石田流星）、一式和彩（CV：島倉凱隼）、大河原水崎（CV：川井雅弘）］                                                           | 「What a Fantastic Tonight! 〜夜って素晴らしい！〜」 |                          |